# Reinwardtiodendron kostermansii
Reinwardtiodendron kostermansii är en tvåhjärtbladig växtart som först beskrevs av Prijanto, och fick sitt nu gällande namn av D.J. Mabberley. Reinwardtiodendron kostermansii ingår i släktet Reinwardtiodendron och familjen Meliaceae. Inga underarter finns listade i Catalogue of Life.